# Monami
Monami Co., Ltd (KRX: 005360) es un fabricante coreano de artículos de papelería, suministros para impresoras, artículos de oficina, bolígrafos y otros instrumentos de escritura, así como materiales para artistas. Fundada en 1960, sigue teniendo una cuota de mercado considerable en su mercado local, Corea del Sur. Recientemente, Monami realizó muchas ediciones limitadas. Por ejemplo, la edición motivada por el poema coreano «Dong-ju Yun (윤동주 시인)».

## Monami 153

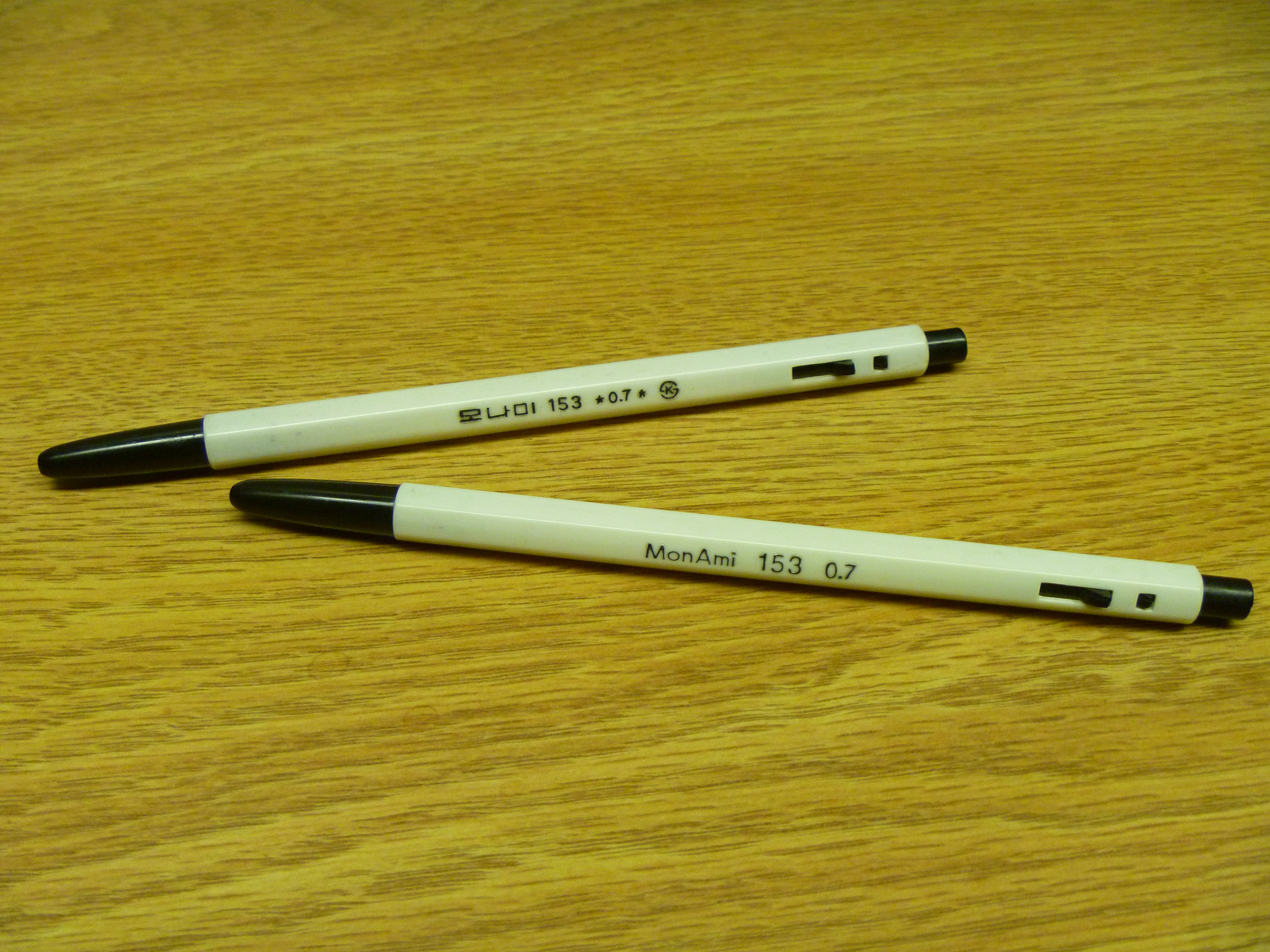
Dos bolígrafos Monami 153

Siendo un símbolo de la vida diaria de la posguerra en Corea, el bolígrafo básico de Monami ha estado continuamente a la venta desde su creación en 1963 y es reconocible por casi todos en Corea. En 2009, esta pluma fue reconocida por la Fundación de Diseño de Corea, administrada por el gobierno, como un diseño que ha influido significativamente en la vida cotidiana de Corea. Se han vendido 3.300 millones y las cifras siguen aumentando.
La designación del bolígrafo puede explicarse por el hecho de que el 153 era solo el tercer producto que producía la empresa y que originalmente se vendía por 15 won, el precio de un periódico o un viaje en autobús en ese momento.
Si bien la calidad y el precio de este notable bolígrafo han aumentado, el diseño permanece sin cambios.
También está disponible una versión chapada en oro de Monami 153.

## Bases e instalaciones de producción
Monami tiene fábricas en Ansan, Corea del Sur, y Rayong, Tailandia.